# Ruellia napoensis
Ruellia napoensis är en akantusväxtart som beskrevs av Wassh.. Ruellia napoensis ingår i släktet Ruellia och familjen akantusväxter. Inga underarter finns listade i Catalogue of Life.